# 우쓰촌
우쓰촌(宇津村)은 일본 교토부 기타쿠와다군에 설치되었던 촌이다. 현재의 교토시 우쿄구의 일부에 해당한다.